# دروژبا (باشقیرستان)
دروژبا (انگلیسی: Druzhba, Republic of Bashkortostan) یک شهرک در شهرستان داولکانوفسکی در استان باشقیرستان کشور روسیه است.